# 纹背蚁鵙
纹背蚁鵙（学名：Thamnophilus insignis）是蚁鵙科蚁鵙属的一种，发现于巴西、圭亚那和委内瑞拉。
纹背蚁鵙的自然栖息地是亚热带或热带的湿润山地林。